# Hard Cash (film 2002)
Hard Cash è un film del 2002 diretto da Predrag Antonijevic.

## Trama
Christian Slater interpreta un ladro che appena uscito di prigione si reca dalla compagna e la figliola. Trovandosi a corto di denaro decide di radunare la vecchia banda e organizza il colpo presso una sala scommesse. La rapina funziona e frutta quasi 2.000.000$ ma ci sono due ostacoli: le banconote sono segnate dal FBI (e quindi vanno "ripulite"), e senza volerlo, ha preceduto due poliziotti corrotti. Uno di costoro rapisce dunque la bambina e gli impone di fare un secondo colpo da 6.000.000$, poi rilascerà la figlia e li lascerà in pace. Il gruppo frattanto è dilaniato dai sospetti incrociati dei membri e del ricettatore che ripulisce il malloppo. Ripristinato l'equilibrio necessario alla seconda operazione, commettono allora il secondo furto: ma i dissidi riemergono e si uccidono quasi tutti a vicenda; dopo uno scontro finale l'uomo e la partner riescono a liberare la figlia e liberarsi del loro oppressore.